# Columelle (anatomie)
Pour les articles homonymes, voir Columelle (homonymie).
- Chez l'être humain, la columelle est le tissu mou externe à l'extrémité du septum nasal, mais aussi la partie centrale de la cochlée osseuse.

- Chez les vertébrés non mammifères, la columelle est un os de l'oreille moyenne s'apparentant à l'étrier.

- Chez les gastéropodes, la columelle est l'axe le long duquel s'enroule la coquille.